# アジアレンカク
アジアレンカク（亜細亜蓮鶴、学名：Metopidius indicus）は、チドリ目レンカク科に分類される鳥類の一種。本種のみでMetopidius属を形成する。

## 分布
インド、東南アジア

## 形態
全長約29 cm。